# ألفرد إدوارد كوبر
ألفرد إدوارد كوبر (بالإنجليزية: Alfred Edward Cooper)‏ (10 أغسطس 1869 في جنوب أفريقيا - 15 أغسطس 1960 في جنوب أفريقيا) هو لاعب كريكت جنوب أفريقي. لعب مع Gauteng (cricket team) ‏ وNorthern Cape (cricket team) ‏.